# Morisk landsköldpadda
Morisk landsköldpadda (Testudo graeca) har ett stort utbredningsområde runt Medelhavet och Främre Asien och kan ha stor variation i storlek (15-30 cm) och utseende.
Honor lägger ägg. Ungens kön bestäms efter temperaturen innan äggen kläcks. Habitatet utgörs av skogar, ängar, jordbruksmark, buskskogar och träskmarker. Exemplaren är främst aktiva på morgonen och under senare eftermiddagen. De äter främst växtdelar som ibland kompletteras med daggmaskar och blötdjur. Morisk landsköldpadda håller i kalla regioner mellan november och mars vinterdvala. Parningen sker i april och maj och äggen läggs i juni. Antalet ägg är 4 till 15 per tillfälle och allmänt överlever tre ungar. Ungarna gömmer sig i början i lövskiktet.
Sköldens färg varierar mellan gulgrön och mörkbrun, ibland med röda nyanser. Dessutom finns många mörka fläckar. Sköldens längd varierar mellan 25 och 30 cm. Svanen är inte täckt av ett hornigt hölje.

## Underarter
Arten delas in i 10 olika underarter.
- Testudo graeca graeca, Nordöstra Marocko och nordvästra Algeriet. Förmodligen introducerad i s Spanien och Balearerna.
- Testudo graeca armeniaca, Armenien, östra Turkiet
- Testudo graeca buxtoni, Sydkusten Kaspiska havet, Iran
- Testudo graeca cyrenaica, Nordöstra Libyen
- Testudo graeca ibera, Grekland, Turkiet, Balkanländerna, s Kaukasus i Georgien, Azerbaijan och Ryssland
- Testudo graeca marokkensis, Centrala Marocko
- Testudo graeca nabeulensis, Nordöstra Algeriet, Tunisien, nordvästra Libyen, införd på Sardinien
- Testudo greca soussensis, Souss-dalen södra Marocko
- Testudo graeca terrestris, Norra Syrien, sydöstra Turkiet till nordvästra Irak
- Testudo graeca zarudnyi, Iran